# Batman v Superman: Dawn of Justice (soundtrack)
Batman v Superman: Dawn of Justice är soundtracket till filmen med samma namn. Den släpptes till försäljning den 18 mars 2016. Den exklusiva deluxe edition utgåvan av albumet innehåller fem bonuslåtar, med titlarna "Blood of My Blood", "Vigilante", "May I Help You, Mr. Wayne?", "They Were Hunters" and "Fight Night".

## Låtlista

### Standard edition
| 1.           | Beautiful Lie                         | 3:47  |
| 2.           | Their War Here                        | 4:34  |
| 3.           | The Red Capes Are Coming              | 3:32  |
| 4.           | Day of the Dead                       | 4:01  |
| 5.           | Must There Be a Superman?             | 3:58  |
| 6.           | New Rules                             | 4:02  |
| 7.           | Do You Bleed?                         | 4:36  |
| 8.           | Problems Up Here                      | 4:25  |
| 9.           | Black and Blue                        | 8:30  |
| 10.          | Tuesday                               | 4:00  |
| 11.          | Is She With You?                      | 5:46  |
| 12.          | This Is My World                      | 6:23  |
| 13.          | Men Are Still Good (The Batman Suite) | 14:03 |
| Total längd: | Total längd:                          | 71:37 |

### Deluxe edition
| 1.  | Beautiful Lie                         | 3:47  |
| 2.  | Their War Here                        | 4:34  |
| 3.  | The Red Capes Are Coming              | 3:32  |
| 4.  | Day of the Dead                       | 4:01  |
| 5.  | Must There Be a Superman?             | 3:58  |
| 6.  | New Rules                             | 4:02  |
| 7.  | Do You Bleed?                         | 4:36  |
| 8.  | Problems Up Here                      | 4:25  |
| 9.  | Black and Blue                        | 8:30  |
| 10. | Tuesday                               | 4:00  |
| 11. | Is She With You?                      | 5:46  |
| 12. | This Is My World                      | 6:23  |
| 13. | Men Are Still Good (The Batman Suite) | 14:03 |

| 1. | Blood of My Blood          | 4:25 |
| 2. | Vigilante                  | 3:53 |
| 3. | May I Help You, Mr. Wayne? | 3:27 |
| 4. | They Were Hunters          | 2:45 |
| 5. | Fight Night                | 4:20 |